# Los japoneses no esperan
Los japoneses no esperan es una obra de teatro escrita por el dramaturgo argentino Ricardo Talesnik y estrenada en 1973.

## Argumento
La obra se centra en el triángulo formado por Miguel, Julia e Isabel. Los dos primeros son un matrimonio pretendidamente enamorado. Él debe partir en viaje de negocios para atender a un grupo de inversores japoneses. Julia sospecha que se trata solo de una tapadera para correr a los brazos de su amante, Isabel. Sus sospechas se confirman cuando aparece Isabel y se plantea la posibilidad de una convivencia a tres en la que ambas mujeres se sientan libres para elegir amantes. Miguel se ofende ante lo que considera una proposición indecente.

## Representaciones destacadas
- Teatro Regina, Buenos Aires, 1973
  - Dirección: David Stivel
  - Intérpretes: Víctor Laplace, Bárbara Mujica y Soledad Silveyra.

- Teatro Infanta Isabel, Madrid, 1979.[2][3]
  - Dirección. Víctor Andrés Catena.
  - Intérpretes: Fernando Delgado (Miguel), Charo López (Julia) y María Silva (Isabel).

- Lechería, Caracas, 2012. Con el título de la Las quiero a las dos.[4]
  - Intérpretes: Luis Fernández (Miguel), Mimí Lazo (Julia) y Daniela Alvarado (Isabel).

## Adaptaciones
- Cine. México, 1978.[5]
  - Dirección: Rogelio A. González.
  - Intérpretes: Julio Alemán (Miguel), Jacqueline Andere (Julia), Sasha Montenegro (Isabel).

- Televisión. Estudio 1, TVE, España, 1981.[6]
  - Adaptación: Miguel Lluch.
  - Intérpretes: Carlos Larrañaga (Miguel), Silvia Tortosa (Julia), Fedra Lorente (Isabel).